# Hatting (Fraunberg)
Hatting ist ein Ortsteil der Gemeinde Fraunberg, Landkreis Erding, Oberbayern.

## Lage
Die Einöde liegt rund zwei Kilometer südwestlich von Fraunberg. 